# Мошны (Гомельская область)
Мошны (бел. Мошны) — посёлок и железнодорожная платформа (на ветке Бобруйск — Рабкор от линии Осиповичи — Жлобин), в Протасовском сельсовете Октябрьского района Гомельской области Беларуси.

## География

### Расположение
В 30 км на северо-восток от Октябрьского, 237 км от Гомеля.

## Транспортная сеть
Транспортные связи по просёлочной, затем автомобильной дороге Октябрьский — Паричи. Планировка состоит из прямолинейной меридиональной улицы (вдоль железной дороги), к которой с востока присоединяются 3 переулка. Строения деревянные, усадебного типа.

## История
Основан во 2-й половине XIX века. В 1908 году казённая усадьба, в Брожской волости Бобруйского уезда Минской губернии. В 1931 году жители вступили в колхоз. С вводом в эксплуатацию в 1932 году железной дороги Бобруйск — Старушки начал действовать разъезд, потом и железнодорожная станция. Во время Великой Отечественной войны в 1941 году вместе с частями Красной Армии железнодорожную станцию защищал батальон добровольцев. Немецкие оккупанты в апреле 1942 года полностью сожгли посёлок. В августе 1942 года партизаны разгромили вражеский гарнизон, размещавшийся в посёлке и вывели из строя лесозавод. Согласно переписи 1959 года работали начальная школа, клуб, фельдшерско-акушерский пункт, 2 магазина.

## Население

### Численность
- 2004 год — 19 хозяйств, 26 жителей.

### Динамика
- 1908 год — 3 двора, 14 жителей.
- 1940 год — 50 дворов, 240 жителей.
- 1959 год — 364 жителя (согласно переписи).
- 2004 год — 19 хозяйств, 26 жителей.